# Л'Осо (Болоња)
Л'Осо (итал. L'Osso) је насеље у Италији у округу Болоња, региону Емилија-Ромања.
Према процени из 2011. у насељу је живело 46 становника. Насеље се налази на надморској висини од 63 м.